# Daria Virolainen
Daria Leonídovna Virolainen –en ruso, Дарья Леонидовна Виролайнен– (nacida como Daria Reztsova, Moscú, 24 de enero de 1989) es una deportista rusa que compite en biatlón. Ganó dos medallas en el Campeonato Europeo de Biatlón, oro en 2017 y bronce en 2014. Es hija de la exitosa biatleta y esquiadora soviética Anfisa Reztsova.

## Palmarés internacional
| Campeonato Europeo | Campeonato Europeo           | Campeonato Europeo | Campeonato Europeo      |
| Año                | Lugar                        | Medalla            | Prueba                  |
| ------------------ | ---------------------------- | ------------------ | ----------------------- |
| 2014               | Nové Město (República Checa) | Medalla de bronce  | Persecución             |
| 2017               | Duszniki-Zdrój (Polonia)     | Medalla de oro     | Relevo mixto individual |